# Championnats du monde d'haltérophilie 1999
Navigation
Édition précédente Édition suivante
Les Championnats du monde d'haltérophilie 1999 se tiennent du 22 novembre 1999 au 28 novembre 1999 au Stade de la Paix et de l'Amitié du Pirée, en Grèce. 
La compétition est qualificative pour les Jeux olympiques d'été de 2000 à Sydney.

## Médaillés

### Hommes
| Épreuve     | Or                            | Or          | Argent                      | Argent      | Bronze                      | Bronze   |
| 56 kg       | 56 kg                         | 56 kg       | 56 kg                       | 56 kg       | 56 kg                       | 56 kg    |
| ----------- | ----------------------------- | ----------- | --------------------------- | ----------- | --------------------------- | -------- |
| Arraché     | Halil Mutlu (TUR)             | 137,5 kg RM | Sergio Álvarez (CUB)        | 125,0 kg    | Adrian Jigău (ROU)          | 125,0 kg |
| Épaulé-jeté | Halil Mutlu (TUR)             | 166,0 kg RM | Wang Shin-yuan (TPE)        | 157,5 kg    | Ivan Ivanov (BUL)           | 157,5 kg |
| Total       | Halil Mutlu (TUR)             | 302,5 kg RM | Adrian Jigău (ROU)          | 282,5 kg    | Wang Shin-yuan (TPE)        | 280,0 kg |
| 62 kg       |                               |             |                             |             |                             |          |
| Arraché     | Shi Zhiyong (CHN)             | 147,5 kg    | Leonidas Sabanis (GRE)      | 145,0 kg    | Sevdalin Minchev (BUL)      | 142,5 kg |
| Épaulé-jeté | Le Maosheng (CHN)             | 180,5 kg RM | Marcus Stephen (NRU)        | 172,5 kg    | Sevdalin Minchev (BUL)      | 172,5 kg |
| Total       | Le Maosheng (CHN)             | 320,0 kg    | Leonidas Sabanis (GRE)      | 315,0 kg    | Sevdalin Minchev (BUL)      | 315,0 kg |
| 69 kg       |                               |             |                             |             |                             |          |
| Arraché     | Galabin Boevski (BUL)         | 162,5 kg RM | Georgios Tzelilis (GRE)     | 155,0 kg    | Valerios Leonidis (GRE)     | 152,5 kg |
| Épaulé-jeté | Galabin Boevski (BUL)         | 196,0 kg RM | Georgios Tzelilis (GRE)     | 190,0 kg    | Valerios Leonidis (GRE)     | 187,5 kg |
| Total       | Galabin Boevski (BUL)         | 357,5 kg RM | Georgios Tzelilis (GRE)     | 345,0 kg    | Valerios Leonidis (GRE)     | 340,0 kg |
| 77 kg       |                               |             |                             |             |                             |          |
| Arraché     | Khachatur Kyapanaktsyan (ARM) | 170,5 kg RM | Plamen Zhelyazkov (BUL)     | 170,0 kg    | Badr Salem Nayef (QAT)      | 165,0 kg |
| Épaulé-jeté | Badr Salem Nayef (QAT)        | 205,0 kg    | Viktor Mitrou (GRE)         | 205,0 kg    | Nader Sufyan Abbas (QAT)    | 202,5 kg |
| Total       | Badr Salem Nayef (QAT)        | 370,0 kg    | Viktor Mitrou (GRE)         | 370,0 kg    | Plamen Zhelyazkov (BUL)     | 370,0 kg |
| 85 kg       |                               |             |                             |             |                             |          |
| Arraché     | Pyrros Dimas (GRE)            | 180,5 kg RM | Giorgi Asanidze (GEO)       | 177,5 kg    | Marc Huster (GER)           | 177,5 kg |
| Épaulé-jeté | Shahin Nassirinia (IRN)       | 215,0 kg    | Christos Spyrou (GRE)       | 207,5 kg    | Pyrros Dimas (GRE)          | 207,5 kg |
| Total       | Shahin Nassirinia (IRN)       | 390,0 kg    | Pyrros Dimas (GRE)          | 387,5 kg    | Marc Huster (GER)           | 382,5 kg |
| 94 kg       |                               |             |                             |             |                             |          |
| Arraché     | Akakios Kakiasvilis (GRE)     | 188,0 kg RM | Leonidas Kokas (GRE)        | 185,0 kg    | Hakob Pilosyan (ARM)        | 182,5 kg |
| Épaulé-jeté | Akakios Kakiasvilis (GRE)     | 225,0 kg    | Szymon Kołecki (POL)        | 225,0 kg    | Bünyamin Sudaş (TUR)        | 220,0 kg |
| Total       | Akakios Kakiasvilis (GRE)     | 412,5 kg    | Szymon Kołecki (POL)        | 405,0 kg    | Leonidas Kokas (GRE)        | 402,5 kg |
| 105 kg      |                               |             |                             |             |                             |          |
| Arraché     | Denys Hotfrid (UKR)           | 195,0 kg    | Choi Jong-keun (KOR)        | 190,0 kg    | Evgeny Shishlyannikov (RUS) | 190,0 kg |
| Épaulé-jeté | Evgeny Shishlyannikov (RUS)   | 235,0 kg    | Denys Hotfrid (UKR)         | 235,0 kg    | Robert Dołęga (POL)         | 225,0 kg |
| Total       | Denys Hotfrid (UKR)           | 430,0 kg    | Evgeny Shishlyannikov (RUS) | 425,0 kg    | Choi Jong-keun (KOR)        | 410,0 kg |
| +105 kg     |                               |             |                             |             |                             |          |
| Arraché     | Jaber Saeed Salem (QAT)       | 205,0 kg    | Hossein Rezazadeh (IRN)     | 206,0 kg RM | Viktors Ščerbatihs (LAT)    | 200,0 kg |
| Épaulé-jeté | Andrey Chemerkin (RUS)        | 257,5 kg    | Kim Tae-hyun (KOR)          | 252,5 kg    | Jaber Saeed Salem (QAT)     | 250,0 kg |
| Total       | Andrey Chemerkin (RUS)        | 457,5 kg    | Jaber Saeed Salem (QAT)     | 455,0 kg    | Hossein Rezazadeh (IRN)     | 447,5 kg |

### Femmes
| Épreuve     | Or                    | Or          | Argent                     | Argent      | Bronze                     | Bronze   |
| 48 kg       | 48 kg                 | 48 kg       | 48 kg                      | 48 kg       | 48 kg                      | 48 kg    |
| ----------- | --------------------- | ----------- | -------------------------- | ----------- | -------------------------- | -------- |
| Arraché     | Sri Indriyani (INA)   | 82,5 kg     | Li Xuezhao (CHN)           | 80,0 kg     | Chu Nan-mei (TPE)          | 80,0 kg  |
| Épaulé-jeté | Donka Mincheva (BUL)  | 113,5 kg RM | Kunjarani Devi (IND)       | 105,0 kg    | Kaori Niyanagi (JPN)       | 105,0 kg |
| Total       | Donka Mincheva (BUL)  | 192,5 kg    | Sri Indriyani (INA)        | 185,0 kg    | Kaori Niyanagi (JPN)       | 185,0 kg |
| 53 kg       |                       |             |                            |             |                            |          |
| Arraché     | Li Feng-ying (TPE)    | 95,0 kg     | Winarni Binti Slamet (INA) | 90,0 kg     | Swe Swe Win (MYA)          | 85,0 kg  |
| Épaulé-jeté | Li Feng-ying (TPE)    | 121,5 kg RM | Winarni Binti Slamet (INA) | 112,5 kg    | Wang Xiufen (CHN)          | 112,5 kg |
| Total       | Li Feng-ying (TPE)    | 215,0 kg    | Winarni Binti Slamet (INA) | 202,5 kg    | Wang Xiufen (CHN)          | 197,5 kg |
| 58 kg       |                       |             |                            |             |                            |          |
| Arraché     | Chen Yanqing (CHN)    | 105,5 kg RM | Ri Song-hui (PRK)          | 100,0 kg    | Kuo Ping-chun (TPE)        | 97,5 kg  |
| Épaulé-jeté | Ri Song-hui (PRK)     | 131,0 kg RM | Chen Yanqing (CHN)         | 130,0 kg    | Kuo Ping-chun (TPE)        | 125,0 kg |
| Total       | Chen Yanqing (CHN)    | 235,0 kg RM | Ri Song-hui (PRK)          | 230,0 kg    | Kuo Ping-chun (TPE)        | 222,5 kg |
| 63 kg       |                       |             |                            |             |                            |          |
| Arraché     | Chen Jui-lien (TPE)   | 107,5 kg    | Valentina Popova (RUS)     | 105,0 kg    | Xiong Meiying (CHN)        | 105,0 kg |
| Épaulé-jeté | Chen Jui-lien (TPE)   | 132,5 kg    | Xiong Meiying (CHN)        | 132,5 kg RM | Ioanna Chatziioannou (GRE) | 127,5 kg |
| Total       | Chen Jui-lien (TPE)   | 240,0 kg RM | Xiong Meiying (CHN)        | 237,5 kg    | Valentina Popova (RUS)     | 232,5 kg |
| 69 kg       |                       |             |                            |             |                            |          |
| Arraché     | Erzsébet Márkus (HUN) | 107,5 kg    | Milena Trendafilova (BUL)  | 105,0 kg    | Sun Tianni (CHN)           | 105,0 kg |
| Épaulé-jeté | Sun Tianni (CHN)      | 143,0 kg RM | Irina Kasimova (RUS)       | 130,0 kg    | Milena Trendafilova (BUL)  | 127,5 kg |
| Total       | Sun Tianni (CHN)      | 247,5 kg    | Milena Trendafilova (BUL)  | 232,5 kg    | Erzsébet Márkus (HUN)      | 232,5 kg |
| 75 kg       |                       |             |                            |             |                            |          |
| Arraché     | Xu Jiao (CHN)         | 112,5 kg    | Kim Soon-hee (KOR)         | 107,5 kg    | Ruth Ogbeifo (NGA)         | 107,5 kg |
| Épaulé-jeté | Kim Soon-hee (KOR)    | 135,0 kg    | Xu Jiao (CHN)              | 135,0 kg    | Ruth Ogbeifo (NGA)         | 132,5 kg |
| Total       | Xu Jiao (CHN)         | 247,5 kg    | Kim Soon-hee (KOR)         | 242,5 kg    | Ruth Ogbeifo (NGA)         | 240,0 kg |
| +75 kg      |                       |             |                            |             |                            |          |
| Arraché     | Ding Meiyuan (CHN)    | 127,5 kg    | Agata Wróbel (POL)         | 127,5 kg RM | Cheryl Haworth (USA)       | 115,0 kg |
| Épaulé-jeté | Ding Meiyuan (CHN)    | 157,5 kg RM | Agata Wróbel (POL)         | 152,5 kg    | Chen Hsiao-lien (TPE)      | 142,5 kg |
| Total       | Ding Meiyuan (CHN)    | 285,0 kg RM | Agata Wróbel (POL)         | 280,0 kg    | Balkisu Musa (NGA)         | 252,5 kg |

## Nations participantes
626 haltérophiles provenant de 87 nations participent à ces Championnats.
- Afrique du Sud (2)
- Albanie (7)
- Algérie (6)
- Allemagne (11)
- Arabie saoudite (1)
- Argentine (2)
- Arménie (8)
- Australie (12)
- Autriche (5)
- Azerbaïdjan (10)
- Belgique (3)
- Biélorussie (7)
- Birmanie (5)
- Brésil (1)
- Bulgarie (15)
- Cameroun (5)
- Canada (15)
- Chili (1)
- Chine (15)
- Chinese Taipei (14)
- Chypre (1)
- Colombie (14)
- Corée du Nord (2)
- Corée du Sud (13)
- Croatie (2)
- Cuba (7)
- Danemark (15)
- Dominique (7)
- Égypte (8)
- Équateur (2)
- Espagne (14)
- États-Unis (15)
- Fidji (1)
- Finlande (14)
- France (15)
- Géorgie (6)
- Grande-Bretagne (10)
- Grèce (15)
- Guatemala (5)
- Hongrie (15)
- Inde (8)
- Indonésie (5)
- Irak (3)
- Iran (8)
- Irlande (5)
- Israël (11)
- Italie (15)
- Japon (15)
- Kazakhstan (15)
- Kirghizistan (5)
- Lettonie (8)
- Liban (2)
- Libye (1)
- Lituanie (7)
- Maurice (1)
- Mexique (7)
- Micronésie (1)
- Moldavie (6)
- Mongolie (1)
- Nauru (7)
- Nigeria (10)
- Nouvelle-Zélande (3)
- Norvège (4)
- Ouzbékistan (4)
- Panama (1)
- Pays-Bas (12)
- Pologne (15)
- Porto Rico (3)
- Portugal (7)
- Qatar (8)
- République tchèque (4)
- Roumanie (8)
- Russie (14)
- Saint-Marin (1)
- Salvador (3)
- Samoa (2)
- Slovaquie (13)
- Suède (4)
- Suisse (5)
- Syrie (4)
- Thaïlande (7)
- Tunisie (4)
- Turkménistan (3)
- Turquie (8)
- Ukraine (15)
- Uruguay (1)
- Venezuela (6)